# Schwarzenhammer
Schwarzenhammer ist ein Gemeindeteil des Marktes Thierstein und eine Gemarkung im oberfränkischen Landkreis Wunsiedel im Fichtelgebirge.

## Lage
Das Dorf liegt linksseitig im Tal der Eger etwa dreieinhalb Kilometer nordwestlich von Thierstein. Es erstreckt sich über etwa 1,25 Kilometer entlang der Straße im Tal vom nördlichen Ende von Kaiserhammer bis fast zur Bundesautobahn 93 und der Kreisstraße WUN 18.

## Geschichte
Die Brüder Wilhelm und Georg Schaeffler gründeten nach dem Zweiten Weltkrieg mehrere Unternehmen. Der Politiker Kurt Schelter wurde dort geboren.
Im Amtlichen Ortsverzeichnis für Bayern von 1952 wurde Schwarzenhammer als Hauptort der Gemeinde im Landkreis Wunsiedel angegeben, die damals noch den Namen Hebanz trug. Am 1. Juli 1953 wurde der Gemeindename von Hebanz in Schwarzenhammer geändert. Die Gemeinde hatte 1961 die acht Orte Schwarzenhammer, Habnith, Hebanz, Kaiserhammer, Karolinenhain, Leuthenforst, Ruggenmühle und Wendenhammer, eine Fläche von 1412,52 Hektar und 1158 Einwohner. Das Dorf Schwarzenhammer hatte 376 Einwohner in 40 Wohngebäuden. Im Zuge der Gebietsreform in Bayern wurde die Gemeinde am 31. Dezember 1977 aufgelöst und in den Markt Thierstein und die Stadt Marktleuthen eingegliedert. Dabei kamen Kaiserhammer und Schwarzenhammer zum Markt Thierstein, die anderen Gemeindeteile kamen zu Marktleuthen. 1987 hatte das Dorf 159 Einwohner in 41 Wohngebäuden.

## Bauwerke
Baudenkmäler sind verschiedene Eisenbahnbrücken von 1914 der ehemaligen Bahnstrecke Holenbrunn–Selb, die heute Bestandteile des Brückenradweges Bayern-Böhmen sind. Unter Denkmalschutz stehen das Waschhaus und die Fabrikantenvilla der Porzellanfabrik Schumann & Schreider sowie ein Wohnstallhaus vom Anfang des 19. Jahrhunderts.

## Galerie

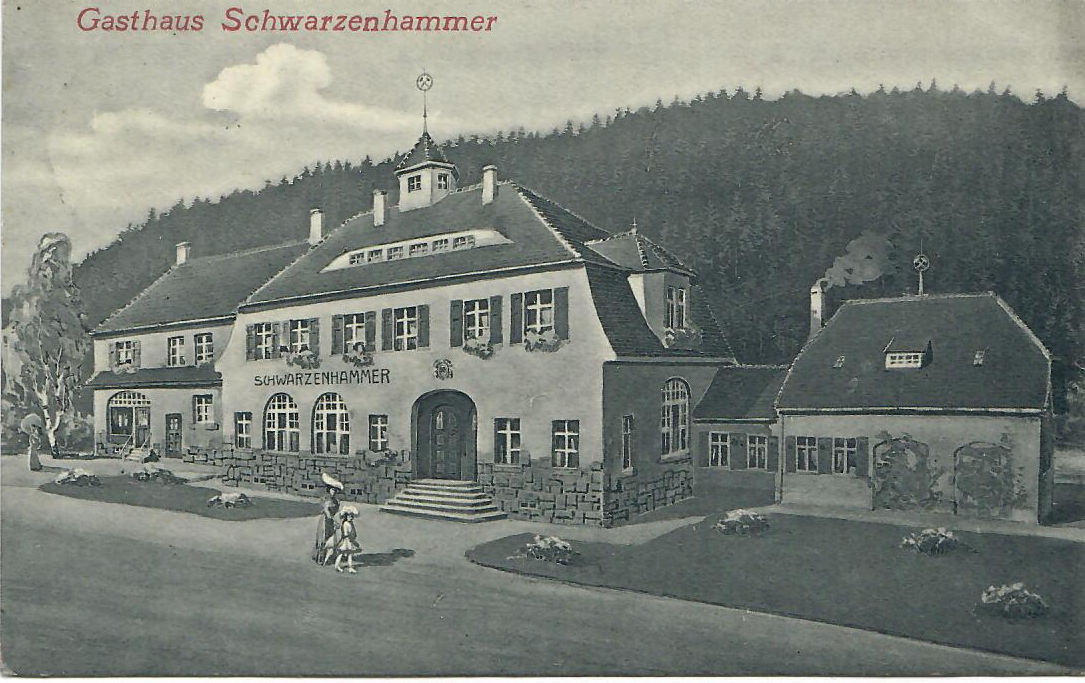
Gasthaus Schwarzenhammer um 1914
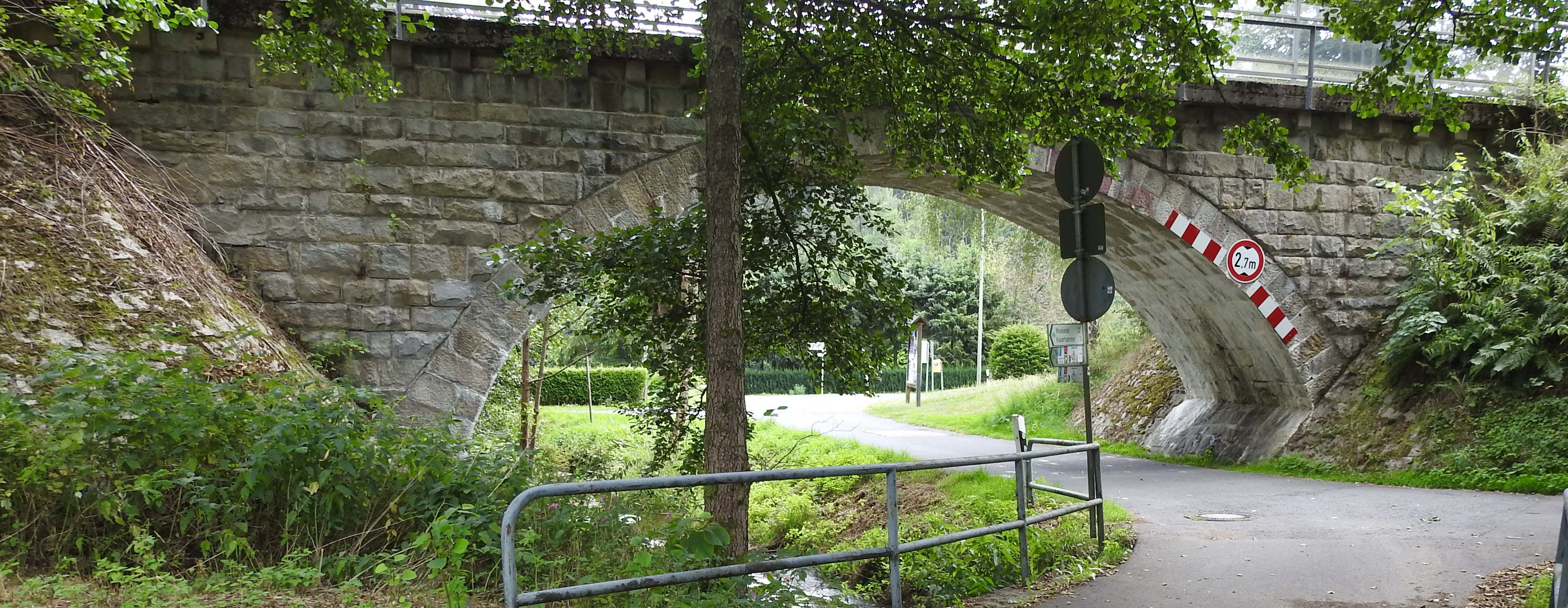
Brücke bei Schwarzenhammer
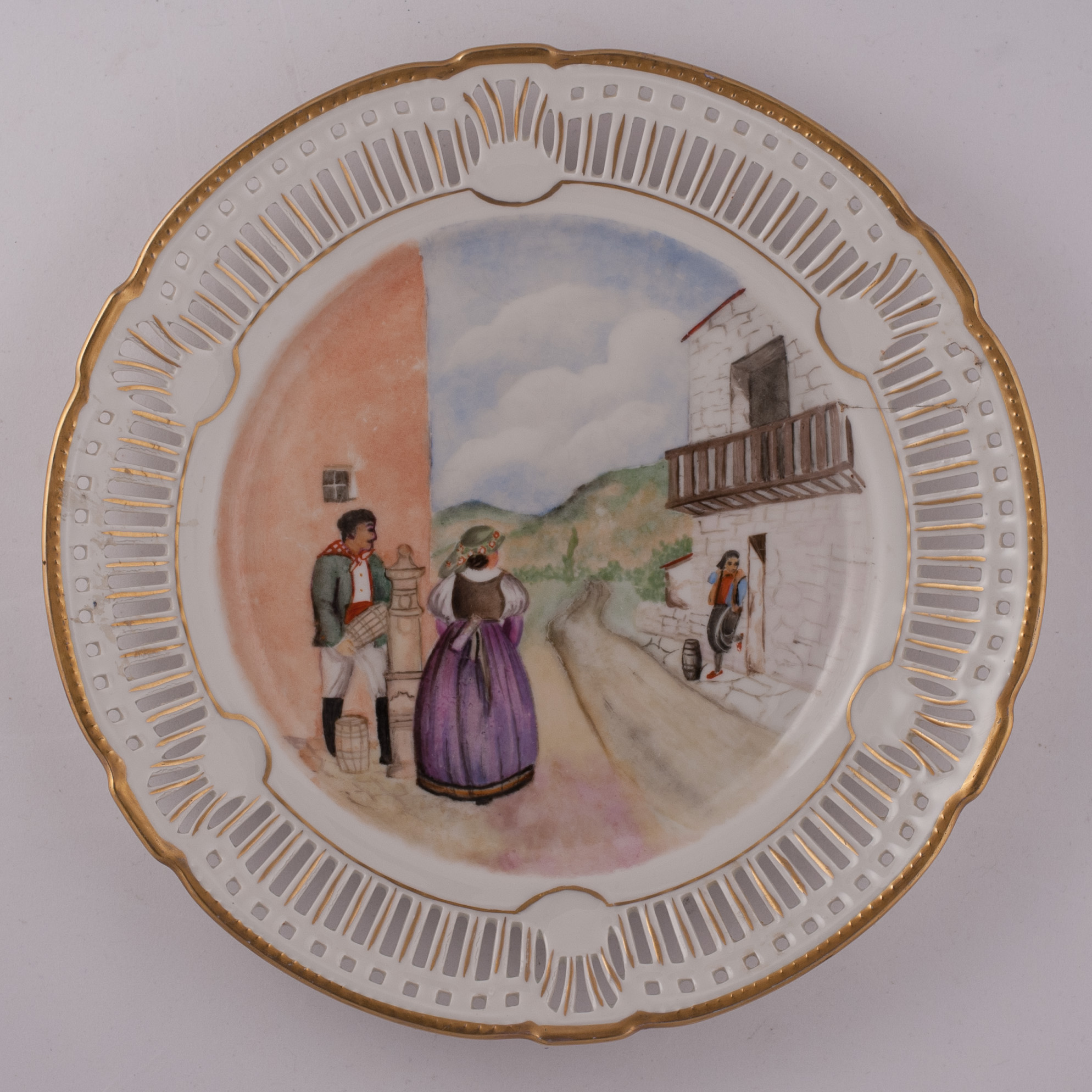
Porzellan aus Schwarzenhammer
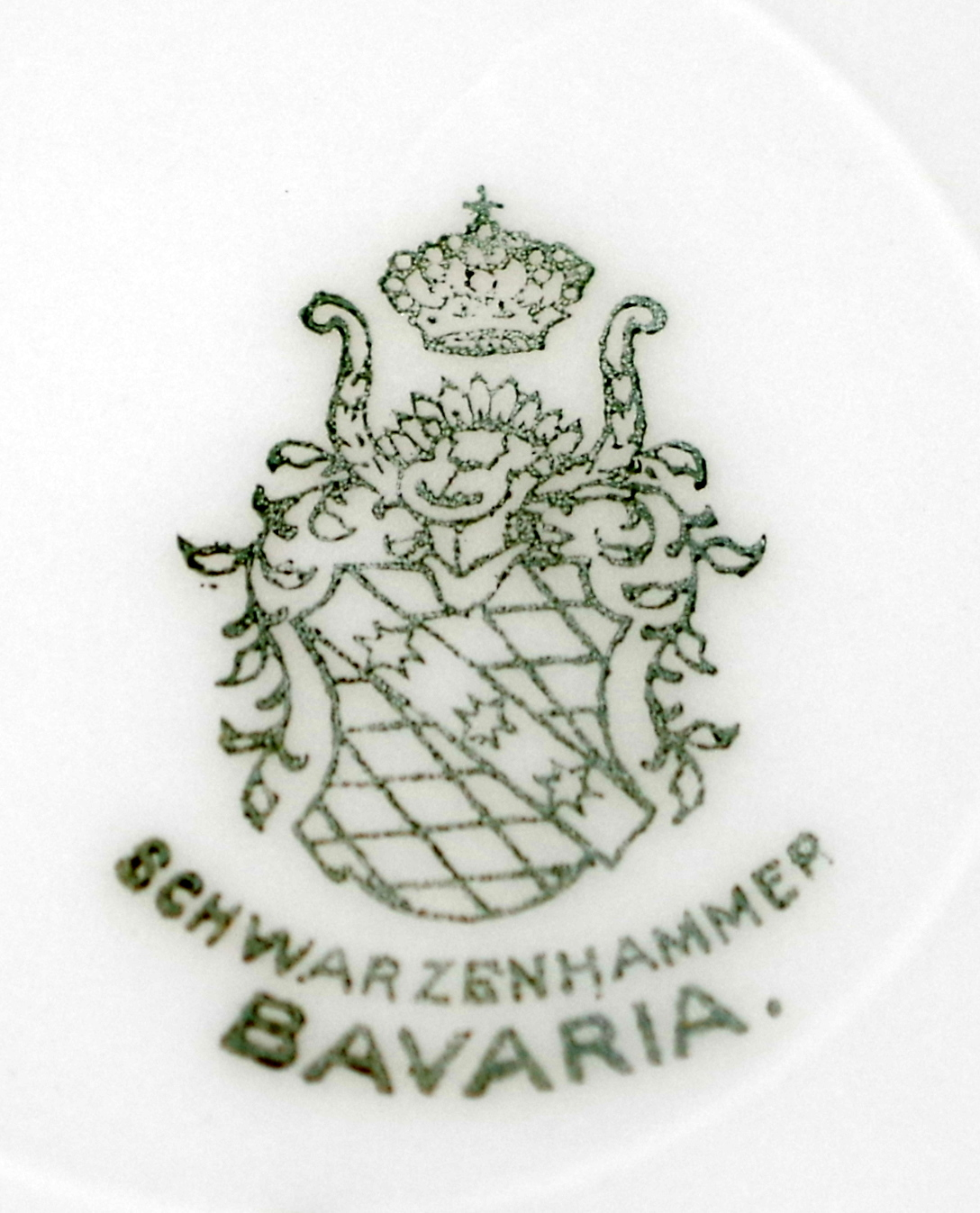
Marke der Porzellanmanufaktur Schwarzenhammer